# Orang Pendek

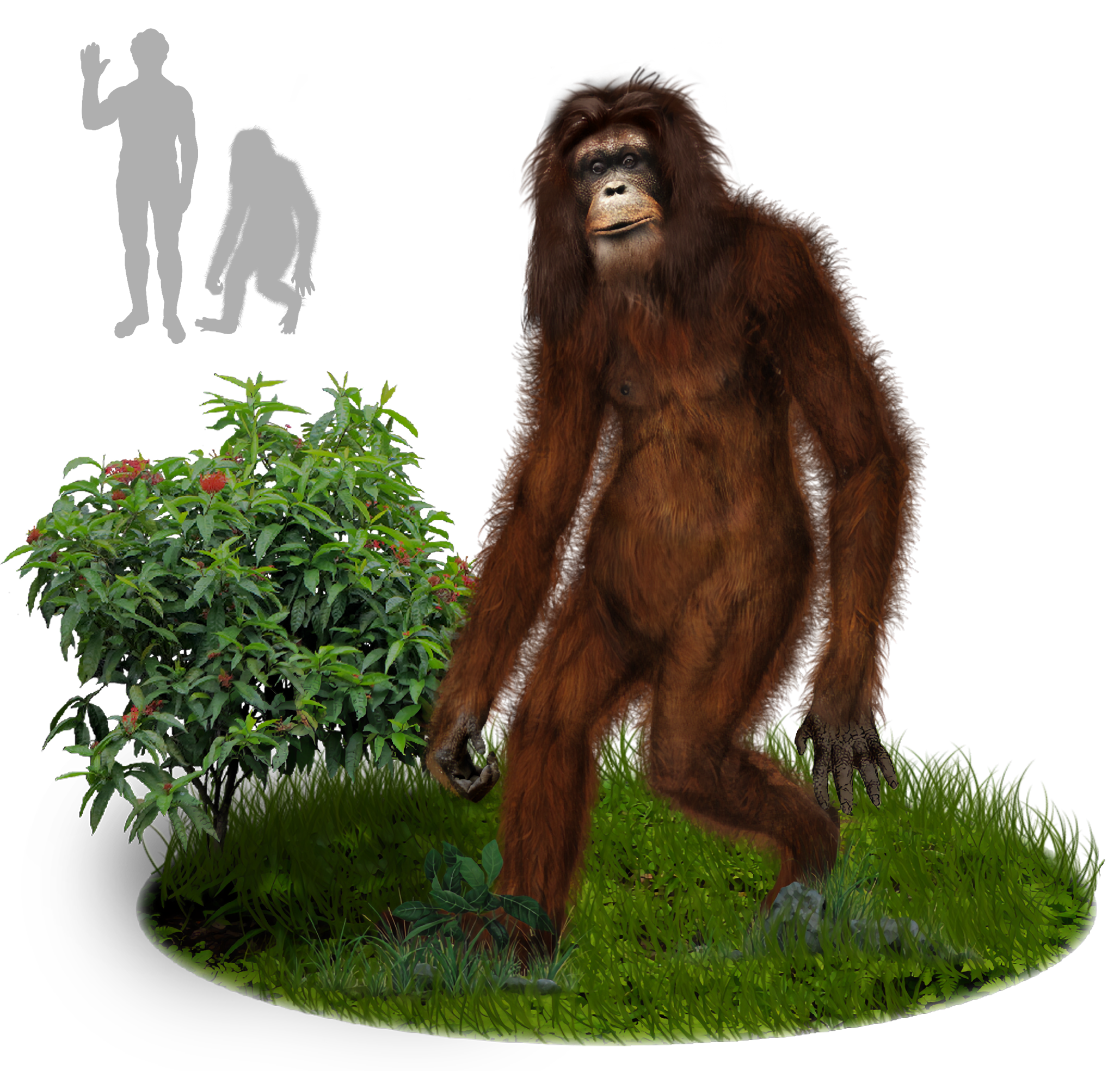
Artistieke impressie van een Orang Pendek.

Orang Pendek is een mensachtige apensoort die zou leven in Sumatra. De naam (sedapa of segoegoe) betekent letterlijk 'korte mens'. Er zijn verschillende boeren en verslaggevers in Sumatra die claimen de Orang Pendek gezien te hebben. Volgens deze verhalen zou het een direct familielid zijn van de mensaap en de mens. Zo zou hij op twee benen lopen en een erg menselijk gelaat hebben.
Zijn mogelijke, maar onwaarschijnlijke bestaan is een typisch onderzoeksobject voor de cryptozoölogie. Er zijn diersoorten die heel lang een mythe waren, maar alsnog "ontdekt" zijn.
In 1932 zou een jong zijn doodgeschoten en verzonden naar het zoölogisch museum te Buitenzorg (nu Bogor, Java). Hoewel de kranten spraken over de "missing link", was de Nederlandse pers kritischer:
Noch het skelet, noch de huid vertoont eenige menschelijke eigenschap; alleen heeft men door het afvijlen van de tanden, het kaalscheren van de huid, het afsnijden van de staart en het opwippen van de neus getracht het geheel iets menschelijks te geven.
In 1997 vond een expeditie van Britse onderzoekers in de oerwouden van Sumatra sporen van een nieuwe apensoort, die nauwe verwantschap met de mens vertoont.
Het zou gaan om een harige, oranjekleurige, ruim 1,20 meter grote aap, die op twee voeten loopt.
Volgens de wetenschappers bestaan er enkele honderden van deze orang pendeks in het ontoegankelijke Sumatraanse oerwoud.
Expeditieleider Muller meldt aan de Sunday Times, dat leden van zijn team Orang Pendeks hebben gezien.
"Het meest fascinerende is de wijze waarop ze lopen: rechtop net als een mens".
Het bewijsmateriaal omvat foto's, haar, voetafdrukken en uitwerpselen. Maar de twee foto's zijn van een slechte kwaliteit. Op de ene is een vaag wezen te zien, de ander toont niet dat het beest rechtop loopt.
De BBC gaat een documentaire maken over de zoektocht naar het dier.
(bron: Haarlems Dagblad 13 oktober 1997)
In 1999 was een gipsafdruk van een voetspoor reden voor opschudding. Er werd een jacht geopend om de primaat aan te tonen. Zelfs de BBC deed hier een poging toe, maar de afdruk bleek van een Maleisische beer. Iets later werd er ook een handafdruk gevonden en een aantal haren die nog niet zijn geïdentificeerd. In 2001 is er begonnen met een grote cameraval in een van de natuurgebieden van Sumatra. Dit heeft nog niets duidelijks opgeleverd over het bestaan van de Orang Pendek.
Ook in 2011 heeft een expeditie plaatsgevonden naar de Orang Pendek.